# Jana Kovaříková
Jana Kovaříková, provdaná Hanáková (12. dubna 1890 Plzeň – 23. května 1960 Dobříš) byla česká herečka.

## Život
Vyrůstala bez sourozenců v poměrně nuzných poměrech, po ukončení školní docházky se jí ujal a hmotně zabezpečil jeden ze tří matčiných bratří, ředitel hotelu Gráf na Vinohradech. Časté návštěvy pražských divadel probudily její zájem nejprve o ochotnické, později i profesionální herectví.
První angažmá získala na jaře 1907 v Horažďovicích u společnosti Jozy Tuttra, následně vystupovala v řadě kočovných divadelních souborů (Jan Evangelista Sedláček, Jan Blažek, Jan Nohava, Jan Hodr, František Lacina), v sezoně 1912/1913 byla angažována v Národním divadle v Brně. Po dvouletém účinkování u ředitele Roberta Morávka (1913–1915) se vrátila do Prahy, kde v letech 1915–1918 byla členkou kabaretu Rokoko, vedeném Karlem Hašlerem a později Eduardem Bassem, s hereckými protagonisty Ferencem Futuristou, Xenou Longenovou a Josefem Rovenským.
Po skončení války nastoupila jako činoherní a operetní herečka k Východočeské společnosti v Pardubicích, provdala se za šéfa tamní opery Mirko Hanáka (1921), společně pak v roce 1922 odešli do Národního divadla moravsko-slezského – Hanák jako dirigent opery, Jana Hanáková-Kovaříková (po rozvodu ve třicátých letech se vrátila k svému dívčímu jménu) se stala na dalších čtrnáct let členkou souboru ostravské činohry, externě činnou též v operetním souboru NDMS. Její doménou v hlavním oboru zde byly zejména postavy komediálně konverzačního žánru i tragikomické role českého a světového divadelního repertoáru.
V letech 1936–1939 prošla scénami tří divadel (Kladno, Košice, Plzeň), své druhé (tentokrát jedenáctilé) ostravské angažmá zahájila počátkem sezony 1939/1940. V roce 1951 (tehdy již v důchodovém věku) přijala nabídku ředitele Zdeňka Hofbaurera (1945–1948 režisér a šéf činohry Zemského divadla v Ostravě) a spolu se skupinou mladých ostravských divadelníků (tvořili ji mj. Zora Jiráková, Luboš Pistorius, Václav Lohniský, Luděk Kopřiva, Zdeněk Jiřičný) odešla do činohry Krajského oblastního divadla v Plzni, kde působila až do definitivního odchodu na odpočinek (1956). Před filmovou kamerou se objevila dvakrát, v Kubáskově romanticko-historickém snímku o strážcích moravsko- uherských hranic z konce 18. století Portáši (1947) ztvárnila roli fojtky, ve Steklého populární komedii podle známé literární předlohy Jaroslava Haška Poslušně hlásím (1957) si zahrála bábu Pejzlarku, posluhovačku četnické stanice v Putimi.

## Ocenění
- 1948 Zemská umělecká cena za divadelní umění[11]
- 1952 Stříbrný odznak Divadelní žatvy 1951/52[12]
- 1955 zasloužilá umělkyně[13]

## Divadelní role, výběr

### Divadelní společnost Jozy Tuttra
- 1907 E. Rostand: Cyrano z Bergeracu, dáma z bufetu, režie František Zvíkovský

### Národní divadlo v Brně
- 1912 W. J. Locke: Perská kočička, titulní role, režie Karel Jičínský

### Národní divadlo Praha
- 1934 O. Scheinpflugová: Houpačka, paní Mery j. h. (alternace Růžena Nasková), Stavovské divadlo, režie Karel Dostal

### Východoslovenské divadlo Košice
- 1938 K. Čapek: Matka, titulní role, režie Jaroslav Skála

### Národní divadlo moravsko-slezské Ostrava
- 1922 P. Petrović: Liják, Stana, režie Karel Černý
- 1923 J. K. Tyl: Tvrdohlavá žena, Madlenka, režie Václav Jiřikovský
- 1924 L. Stroupežnický: Naši furianti, Kristina, režie Gustav Hilmar
- 1926 L. Pirandello: Šest postav hledá autora, Kochanovská, režie Karel Prox
- 1927 R. Jesenská: Je velká láska na světě? Amálka Burianová, režie Jaroslav Skála
- 1928 K. Čapek: Loupežník, Profesorova žena, režie František Paul (ve stejné roli v dalším nastudování Jana Škody z roku 1935)
- 1929 F. Šrámek: Červen, Ledyňská, režie Jiří Myron
- 1930 A. Jirásek: M. D. Rettigová, Roubínková, režie Jiří Myron
- 1931 Arnold Ridley: Půlnoční vlak, slečna Bourneová, režie Jiří Myron
- 1932 Paul Armont, Leopold Marchand: Pán, který budí důvěru, Genissierová, režie Jan Škoda
- 1933 G. Hauptmann: Před slunce západem, Betina, režie Jaroslav Skála
- 1934 Robert E. Sherwood: Londýnský most, Kitty, režie Miloš Nedbal
- 1935 George S. Kaufman, Edna Ferberová: Večeře o osmé, Milicent Jordanová, režie Jan Škoda
- 1936 W. Shakespeare: Veselé ženy windsorské, Brodská, režie Jan Škoda
- 1939 F. M. Dostojevskij, Jan Bor (dramatizace): Zločin a trest, Amalie Ivanovna, režie Karel Konstantin
- 1940 A. Jirásek: Kolébka, Maří, režie Karel Palouš
- 1940 Karel Krpata: Mistr ostrého meče, Rosina, režie Jan Škoda

### České divadlo moravskoostravské Ostrava
- 1941 Josef Štolba: Vodní družstvo, Emilie Novotná, režie Karel Palouš
- 1942 G. Preissová: Gazdina roba, Tetka Evina, režie Jan Škoda
- 1943 Sergio Pugliese: Mořský koník, Sabina, režie Táňa Hodanová
- 1944 Vladimír M. Strojil: Rodinná pouta, Blažena, režie Jiří Myron

### Zemské divadlo v Ostravě
- 1945 K. Čapek: Matka, titulní role, režie Miloš Wasserbauer
- 1946 Branislav Nušić: Paní ministrová, titulní role, režie Karel Šálek
- 1947 G. Zapolska: Morálka paní Dulské, titulní role, režie Karel Šálek
- 1948 Molière: Tartuffe, paní Pernellová, režie Maxmilián Smejkal

### Státní divadlo v Ostravě
- 1948 Alexandr Kornejčuk: Chirurg Platon Krečet, Marie Tarasovna, režie Jiří Myron
- 1949 M. Gorkij: Jegor Bulyčov a ti druzí, Anna, režie Antonín Kurš
- 1950 J. Mahen: Janošík, šenkýřka, režie Luboš Pistorius

### Krajské oblastní divadlo v Plzni
- 1951 Anatolij Surov: Svítání nad Moskvou, Agrippina Semjonovna, režie Luboš Pistorius
- 1952 Ťing-č Cho, I Ting: Dívka s bílými vlasy, matka Chuang Ž'žäna, režie Marie Eva Bergerová
- 1953 K. Čapek: Matka, titulní role, režie Miloslav Stehlík
- 1953 A. P. Čechov: Jubileum, Merčutkinová, režie Zdeněk Hofbauer
- 1954 J. K. Tyl: Paličova dcera, vdova Jedličková, režie Josef Benátský

### Divadlo Josefa Kajetána Tyla Plzeň
- 1955 Piotr Choynowski: Základy na písku, Wróblewska, režie Václav Špidla

## Filmografie
- 1947 Portáši (fojtka)
- 1957 Poslušně hlásím (bába Pejzlarka)